# Hálózat (film)
A Hálózat (eredeti cím: Network) 1976-ban készült színes, amerikai filmdráma. Sidney Lumet alkotása elsőként szólt a televízió hatalmáról és manipulációiról egy fiktív tévétársaság, a UBS ürügyén, melynek vezetői a nézettség érdekében a leggátlástalanabb eszközöktől sem riadnak vissza, miközben a valóság helyett csupán annak illúzióját közvetítik a nézők felé.
A Hálózatot 1977-ben 10 kategóriában jelölték Oscar-díjra, és ebből 4-ben győzedelmeskedett: Paddy Chayefsky a legjobb eredeti forgatókönyvért vehette át a díjat, Peter Finch lett a legjobb színész (posztumusz nyerte el az elismerést), Faye Dunaway a legjobb színésznő, Beatrice Straight pedig a legjobb női epizodista. Közel negyedszázaddal a premier után, 2000-ben a Hálózatot az amerikai filmes örökség részévé nyilvánították, amely fokozott védelmet élvez. A következő évben az Amerikai Producerek Egyesülete részesítette elismerésben Sidney Lumet filmjét, amely „maradandó emléket állított az amerikai szórakoztatóiparnak.” 2006-ban az Amerikai Forgatókönyvírók Szövetsége Paddy Chayefsky forgatókönyvét minden idők 10 legjobb forgatókönyve közé választotta. Az Amerikai Filmintézet (AFI) 2007-es listáján minden idők 100 legnagyobb amerikai filmje között a Hálózat a 64. helyen szerepel, 10 hellyel előrébb, mint az AFI 1998-as rangsorában. A magyarországi premier 1980 szeptemberében volt: állítólag előtte a film tiltólistán szerepelt, szocialista országok számára évekig nem lehetett eladni.

## A cselekmény

Howard Beale (Peter Finch)

A UBS műsorvezetője, Howard Beale hírműsorának nézettsége visszaesik, mire a labilis idegzetű férfi élő adásban bejelenti, hogy egy hét múlva öngyilkosságot fog elkövetni a kamerák előtt. A bejelentésnek nagy visszhangja támad, a konkurens tévétársaságok vezető hírként tálalják. A UBS vezetősége úgy dönt, az esetet Beale magánügyi problémáira hivatkozva fogják kezelni. A hírszerkesztőségben arról is szó esik, hogy érdekesnek tűnő amatőr filmfelvételt kaptak egy terroristák által elkövetett bankrablásról. Az anyagot talán fel lehetne használni. A hírigazgató, Max Schumacher enged Beale kívánságának, és még egyszer adásba engedi az idős férfit, hogy személyesen kérjen elnézést a nézőktől a múltkori incidensért. Egy fiatal és törtető szerkesztőnő, Diana Christensen azzal az ötlettel áll elő, hogy új sorozatot indítana a terroristák által készített amatőrfilmekből. E célból arra is hajlandó, hogy találkozzon a radikális színes bőrű ideológussal, Laureen Hobbsszal. Diana célja, hogy a UBS műsorai bekerüljenek a legnézettebb programok közé. Beale búcsúbeszéde újra felingerli a UBS vezetőségét, Schumacher azonban nem hajlandó leállítani az adást. Nem lehet figyelmen kívül hagyni azt sem, hogy Beale nézettsége emelkedni kezdett. Erre Diana figyel fel a leghamarabb: Howard Beale másnap ismét a lapok címoldalára kerül, és ez olyan ingyen publicitást jelent, amelyet a UBS milliókért sem tudna megvenni. A nő azt javasolja, hogy engedjék továbbra is a kamerák elé Beale-t, hiszen a nézők őt szeretnék hallani, ahogyan a férfi megfogalmazza mindazt, amit az amerikaiak százezrei gondolnak. Schumachernek már nincs beleszólása a dologba: felsőbb nyomásra lemondani készül az állásáról, és egy könyvet készül írni addigi pályafutásáról. Beale-nek határozottan tetszik, hogy új műsort kap, ahol amolyan modern prófétaként ostorozhatja a társadalom hibáit.

Frank Hackett (Robert Duvall)

A színfalak mögött, a UBS-n belül az egyes osztályok és vezetőik között is folyik a harc. Howard Beale új műsora nem sikeres, elmúlt az újdonság varázsa. Diana felkeresi Maxet az irodájában, és azt kéri a férfitől, hogy Beale műsora végén adjon pár percet egy jósnőnek is, illetve egyezzen bele abba, hogy hivatásos író írja Howard szövegeit. Lényegében szabadkezet kér a Beale-show irányításához. Max elutasítja a kérést, Diana azonban közli vele, hogy bár az egyetemen szerelmes volt Maxbe, de ennek ellenére előbb-utóbb át fogja venni az osztálya vezetését vele vagy nélküle. A férfi vacsorázni hívja az ambiciózus kolléganőt. Evés közben Diana nem titkolja, hogy a szex sem igazán érdekli, a munkája jelent számára mindent. Másnap Schumacher leállítja Beale műsorát, és ragaszkodik ahhoz, hogy térjenek vissza a régi stílushoz. Ráadásul Howard szellemi állapota egyre romlik, azt állítja, előző éjjel egy hang beszélt hozzá álmában, és arra biztatta, hogy rázza fel az embereket. Max úgy dönt, hogy kiveszi Beale-t a műsorból, és hazaviszi magához, amíg egy kicsit javul az állapota. Másnap reggelre azonban Beale eltűnik. Frank Hackett, a UBS egyik fejese szerint Howardot a föld alól is elő kell keríteni: óriási sajtója van, szupersztárnak számít, muszáj adásba engedni, mert különben a konkurencia veszi át. Max hiába hivatkozik Beale rossz egészségi állapotára, már nincsen döntési helyzetben: Hacketté a végső szó, aki időközben átadta Max osztályát Dianának, és kirúgja Schumachert.
Beale az utolsó pillanatban érkezik meg a stúdióba, csuromvizesen, mivel odakint szakad az eső. Azonnal adásba teszik, ahol a kétségbeejtő gazdasági helyzetről tartott szózata óriási visszhangot vált ki. Arra szólítja fel az embereket, hogy menjenek az ablakokhoz, nyissák ki, és kiabálják hangosan az utcára, hogy „Iszonyúan dühös vagyok, és egy perccel sem tűröm ezt tovább.” Már adás közben érkeznek a bejelentések az ország legkülönbözőbb pontjairól, hogy az emberek tömegesen kiabálnak a házak ablakaiból Beale utasításainak megfelelően. A műsor nézettsége megugrik, a folytatás tehát nem maradhat el. Diana találkozik Lauren Hobbsszal. Hobbs ragaszkodik ahhoz, hogy a tervezett műsor politikai irányvonalát ő határozza meg, de ebbe Diana nem is akar beleszólni: ő csupán az amatőrfilmeket akarja a terroristák akcióiról. Ajánlata egyértelmű: egyórás tévéműsor óriási nézettséggel. Erre már Hobbs sem tud ellenvetést tenni. A Howard Beale Show nagy felhajtással veszi kezdetét. Beale a tévézésről prédikál, ami szerinte az illúzió iparága, azt sugallja, hogy az a valóság, amit a tévé közvetít. Arra buzdítja a nézőket, hogy kapcsolják ki a tévét. Szónoklata végén összeesik a pódiumon.

Max Schumacher (William Holden)

Max és Diana összefutnak az utcán. Beszélgetni kezdenek, és szögesen eltérő életszemléletük ellenére úgy tűnik, kezdenek közel kerülni egymáshoz. Diana azonban a legromantikusabb és a legintimebb pillanatokban sem tud másról beszélni, mint a tévéműsorokról és a nézettségi indexekről. Max bevallja a viszonyt a feleségének, mivel úgy látszik, nem futó fellángolásról van szó, mint ahogy eleinte gondolta. Nem tudja, szereti-e Dianát, azt sem, hogy Diana szereti-e őt, de úgy érzi, nem tud ellenállni a fiatal nő vonzerejének. Christensen új műsora, a Mao Ce-tung óra sikernek ígérkezik, a terroristák és a tévések között azonban parázs vita bontakozik ki a jogdíjakról és a pénzelosztásról. Miközben a UBS új műsorainak népszerűségét ünnepli, a Howard Beale Show egyre több problémát okoz. Beale az egyik műsorban már arról beszél, hogy az arabok felvásárolják az egész országot, és a média is a kezükbe kerül. Arra buzdítja a nézőket, hogy küldjenek táviratot a Fehér Házba, hogy nem tűrik, hogy az országot eladják az araboknak. A táviratok elárasztják a Fehér Házat, és a UBS vezetősége számára Beale kezd egyre kellemetlenebb lenni. Kitenni azonban nem lehet, hiszen a konkurencia azonnal átvenné. Mr. Jensen, a UBS fő fejese találkozik Beale-lel, és egy színpadias, de roppant hatásos dörgedelmet intéz hozzá, hogy burkoltan arra vegye rá az egyre rosszabb idegállapotban lévő showmant, hogy a UBS érdekei szerint prédikáljon. Beale a következő műsorban már a demokrácia hanyatlásáról tart előadást. Műsora nézettsége esni kezd, amitől Diana valóságos dührohamot kap.
Max és Diana között Beale ürügyén heves vita bontakozik ki, amely kapcsolatuk válságára is rámutat. Max el akarja hagyni a nőt, mert bár szereti, de képtelen együtt élni vele: Dianát érzelmileg teljesen tönkretette a televízió világa, képtelen őszinte emberi érzésekre. Beale show-jának csökkenő népszerűsége Laureen Hobbsot is feldühíti, mert a nő nem akar egy bukásra ítélt műsor résztvevője lenni. Mr. Jensen azonban nem hajlandó arra, hogy Beale-t kitegye a show-ból, és arra célozgat, hogy a műsor csökkenő népszerűsége inkább a vezetés hibája, tehát nem a showman lenne az, akitől meg kéne válni. Egy szigorúan titkos vezetőségi ülésen ezért az állásukat féltő illetékesek úgy döntenek, hogy végérvényesen megszabadulnak Beale-től: élő adásban lövetik le a terroristákkal, egy új műsor bevezetőjeként…

## Így készült a film

### A forgatókönyv
A Hálózat forgatókönyvét Paddy Chayefsky írta, aki az 1950-es évek amerikai televíziózásának, a „hőskor”-nak az egyik jelentős alakja volt. Ő írta a forgatókönyvét a Marty (1955) című drámának, amely eredetileg a televízió számára készült, de kiugró sikere miatt a mozik műsorára is felkerült, sőt több kategóriában Oscar-díjat is nyert. (Az egyiket Chayefsky kapta a szkriptért.) Voltak olyan vélemények, hogy a Hálózattal Chayefsky durván arcul ütötte azt a médiumot, amelyik tulajdonképpen elindította a karrierjét, ám igazság szerint az író mindig is gyanakvással viseltetett a televíziózás iránt. Olyannyira tartott a tévé negatív hatásaitól, hogy például a fiát mindig is óva intette attól, hogy túl sokat tévézzen. Mivel belülről ismerhette a televíziózás kulisszatitkait, Chayefsky fenntartásai az évek múlásával még inkább elmélyültek. Az 1970-es évekre úgy vélte, a televízió teljesen rossz irányba befolyásolja az embereket, és ez a médium akkora társadalmi-politikai-kulturális befolyásra és hatalomra tett szert, hogy politikusokat és más vezető személyiségeket tud a csúcsra emelni, vagy éppen letaszítani onnan. A Hálózat premierje után voltak olyan vélemények, hogy valójában maga Chayefsky is ugyanúgy próbálta manipulálni a nézőket, ahogyan szerinte a televízió teszi. Vagyis szélsőséges figurákat teremtett, akiket leginkább szócsőként használt arra, hogy saját személyes (negatív) véleményét adja szájukba a társadalomról, a politikáról, a televíziózásról. Különösen a tévések kritizálták a filmet, mondván, hogy teljesen irreális az, amit bemutat, és maguk a valódi tévések azok, akik megakadályoznák, hogy a filmben látott események a valóságban is megtörténjenek.
A Hálózat forgatókönyvét Chayefsky és Howard Gottfried producer annak ellenére a United Artistsnek ajánlotta fel először, hogy nem sokkal korábban előző filmjük (A kórház) kapcsán perben álltak a vállalattal. A United Artists illetékesei a forgatókönyv elolvasása után úgy döntöttek, hogy nem finanszírozzák a produkciót, mert a téma „túl ellentmondásos”. Chayefsky és Gottfried más stúdióknál próbálkoztak, és az MGM hajlandó is volt beszállni a film gyártásába. Nem sokkal később a United Artists is meggondolta magát, hiszen a projekt sikeresnek ígérkezett, ezért felvették a kapcsolatot az MGM-mel. A két gyártó cég a múltban már együttműködött néhány alkalommal, és a Hálózat kapcsán abban állapodtak meg, hogy a United Artistsé lesz a nemzetközi forgalmazási jog, az MGM pedig fenntartja magának az amerikai jogokat.

### A szereposztás
Noha a filmben egy képzeletbeli tévétársaság, a UBS áll a középpontban, a fontosabb szereplőket állítólag egy valós tévétársaság, a CBS bizonyos személyeiről mintázták. Max Schumacher figuráját Edward R. Murrow, Howard Beale-t Walter Cronkite, Edward George Ruddyt William S. Paley, Nelson Cheney-t pedig Frank Stanton személye ihlette, valamennyien a CBS kulcsfigurái voltak. (Mellesleg a CBS volt az első tévécsatorna, amelyik levetítette a Hálózatot 1978-ban.) Különösen Howard Beale szerepét volt nehéz kiosztani. A legendás James Stewart a film erőteljes nyelvezetét kifogásolta, Henry Fonda szerint pedig Beale figurája „túl hisztérikus” volt. Szóba került még John Chancellor, George C. Scott, sőt még az a Walter Cronkite is, akiről Beale alakját mintázták, de különböző okokból mindannyian elutasították a felkérést. A szerepet végül Peter Finch kapta. Max Schumacher szerepére két egykori sztár egyformán esélyes volt: Glenn Ford és William Holden. Végül Holdent választották, nem utolsósorban azért, mert a Pokoli torony (1974) című rendkívül sikeres katasztrófafilm egyik főszereplőjeként neve ismét jól csengett. E látványos szuperprodukcióban egyébként Holden egyik partnere Faye Dunaway volt, aki Lumet alkotásában Diana Christensen szerepét kapta.
Noha Dunaway ünnepelt és sikeres színésznő volt az 1970-es évek közepén, az alkotók először mégsem rá gondoltak. Jane Fonda volt az első választásuk, vele szemben viszont Chayefskynek voltak kifogásai, mivel szerinte a színésznőt közismert politikai állásfoglalása alkalmatlanná tette a szerep eljátszására. Érdemes azonban eljátszani a gondolattal, mi lett volna, ha Dianát Jane Fonda, Beale-t pedig Henry Fonda játszotta volna. Szerepe szerint ugyanis Jane tulajdonképpen valódi apja filmbeli meggyilkolását tervelte volna ki: valóság (a tényleges rokoni kapcsolat) és fikció (a játszott filmszerepek) ilyen „összecsengése” akaratlanul is fokozta volna a film morbiditását. Jane Fondán kívül szóba került még Jill Clayburgh, Marsha Mason, Diane Keaton és Candice Bergen, de ők valamennyien megrettentek az érzelmileg rideg műsorigazgatónő szerepétől. Faye Dunawaynek nagyon tetszett a forgatókönyv, bár ő is úgy találta, hogy Diana talán túl szélsőséges figura: sebezhetetlennek tűnik, és nem derül ki, milyen nő volt korábban, mielőtt a televíziózás teljesen átformálta a jellemét. Chayefsky és Lumet figyelmeztették a színésznőt, hogy minden olyan próbálkozása, hogy Diana figuráját sebezhetőnek vagy érzékenynek ábrázolja, a vágószoba padlóján fogja végezni. Faye-t vonzotta a kihívás, hogy úgy ábrázoljon egy szélsőséges figurát, hogy miközben művészi eszköztára korlátozott, alakítása mégse legyen egysíkú és eltúlzott. Looking for Gatsby című későbbi önéletrajzában Dunaway azt írta, hogy akkori férje, Peter Wolf rockzenész és számos barátja megpróbálták lebeszélni őt arról, hogy elvállalja a rideg, karrierista és frigid műsorigazgatónő szerepét, mondván, hogy a közönség túlságosan azonosítani fogja őt a figurával. Noha ezek az aggodalmak tulajdonképpen beigazolódtak, Faye saját állítása szerint nem bánta meg, hogy igent mondott a szerepre, amely pályafutásának csúcspontja lett. Említett könyvében ironikusan megjegyezte, mennyivel jobb lett volna, ha barátai inkább az Anyu a sztár (1981) című filmről próbálták volna lebeszélni, mert az a produkció kis híján tönkretette a karrierjét. Egyébként abban a Joan Crawford élete alapján készült drámában Dunaway híres mondata volt a „Don’t fuck with me!”, ami eredetileg a Hálózatban hangzott el Laureen Hobbs szájából.
Noha Walter Cronkite nem vállalta Beale szerepét, lánya, Kathy Cronkite elvállalt egy kis szerepet a filmben: ő játszotta Mary Ann Giffordot, azt a figurát, akinek alakját Patricia Hearst ihlette. (Patricia a sajtómágnás William Randolph Hearst unokája volt, akit terroristák raboltak el. A lány teljesen fogvatartói hatása alá került, és később velük együtt vett részt különféle terrorista akciókban. Esete az 1970-es évek egyik legnagyobb szenzációja volt.) A színes bőrű Laureen Hobbs figuráját részben a kommunista aktivista Angela Davis ihlette, aki Magyarországon is járt.

## Akadémiai díjak
A Hálózatot 10 kategóriában jelölték Oscar-díjra, és 4 kategóriában győzött is. Az 1951-es A vágy villamosa óta a Hálózat volt az első film, amely a színészi alakításokért három Oscar-díjat kapott. Ezen a téren Lumet alkotása újabb rekordokat állított fel. Peter Finch volt az első (és 2008-ig az egyetlen) színész, aki halála után nyerte el a díjat. Az Oscar-gálán a vidám hangulat megőrzése érdekében Paddy Chayefskyt szólították a pódiumra, hogy vegye át a Finchnek ítélt Oscar-díjat. A forgatókönyvíró azonban felhívta a színpadra Finch özvegyét is, aki azt a köszönőbeszédet olvasta fel, melyet Chayefsky írt a számára. Beatrice Straight volt az első színésznő, aki Oscar-díjat kapott egy olyan alakításért, amely a filmvásznon mindössze 5 perc 40 másodpercig tartott. A Nem félünk a farkastól (1966) óta a Hálózat volt az első film, amely a legjobb női főszereplő és a legjobb női mellékszereplő Oscar-díját is elnyerte. A legjobb színésznőnek járó díjat Lumet filmjéért Faye Dunaway vehette át, akinek a Bonnie és Clyde (1967) és a Kínai negyed (1974) után ez volt a harmadik (és 2008-ig bezárólag az utolsó) Oscar-jelölése. Az egész világsajtót bejárta az a fotó, mely a színésznőt ábrázolta a díj átvételét követő reggelen. A képet Faye későbbi (második) férje, Terry O’Neill sztárfotós készítette, és a The Morning After (A másnap reggel) címet adta neki. A fotón a fáradt színésznő – Dunaway azon az éjjelen le se hunyta a szemét – köntösben, egy székben ül egy úszómedence mellett: az Oscar-szobor a mellette lévő asztalon, körülötte a földön pedig friss újságok, melyek címlapjai az előző esti díjátadóról szóltak. A színésznő egy évtizeddel később így nyilatkozott az Oscarról: „Egy időre feldobja az embert, de az élet amúgy nem változik meg különösebben tőle. Én mindig úgy tekintettem az Oscarra, mint amit egy egész életműért adnak, nem pedig egyetlen alakításért, és mivel nem számítottam rá ilyen hamar, nagyon váratlanul ért.”

## Érdekességek
- A film bizonyos momentumai Christine Chubbuck tévériporter életének eseményein alapulnak: a depressziós nő 1974-ben valóban öngyilkos lett élő adásban.
- A filmnek nincsen önálló kísérőzenéje, a zenei háttér reklámokból és különféle tévéműsorok szignáljaiból származik.
- Paddy Chayefskyhez hasonlóan Sidney Lumet is a televíziónál kezdte pályafutását, ugyancsak a „hőskor”-ban. Lumet azt nyilatkozta, hogy speciális világítástechnikát dolgozott ki a filmhez. A nyitójelenetben a lehető legkevesebb fényt használta, mintha csak dokumentumfilmet forgatna. A cselekmény előrehaladtával a megvilágítás erősebb, a kamera pedig mozgékonyabb lett, a befejező jelenethez meg a lehető legtöbb fényt használta.
- Beale híres mondása – „Pokolian dühös vagyok, és ezt egy perccel sem tűröm tovább.” – az Amerikai Filmintézet leghíresebb filmes szállóigéket tartalmazó listáján a 19. helyen szerepel. Ugyanez az idézet a Premiere filmmagazin 2007-es listáján a 100 legemlékezetesebb filmes szállóige között a 79. helyet foglalja el.
- Dianának és Howard Beale-nek nincsen közös jelenetük, noha a film promóciós fotói között van olyan, amely Peter Finchet és Faye Dunawayt szívélyesnek látszó beszélgetés közben ábrázolja.
- Faye Dunaway egy újságinterjúban[4] azt mondta, hogy egyik kedvenc rendezője Sidney Lumet. A többiek: Arthur Penn, Elia Kazan és Sydney Pollack. Lumet forgatási módszereiről így nyilatkozott: „Ami a legjobban hiányzik egy színésznek filmezés alatt, az a próbák ideje, amikor alkalma nyílna feltérképezni a szerepet és kidolgozni egy játékstílust. A legtöbb színész nagyon szívesen próbálna, akár ingyen is, de nagyon ritkán van erre lehetőség. A Hálózatban két hétig próbálhattunk, ami alatt Lumet beállította a jeleneteket az operatőrrel, úgyhogy amikor sor került a felvételekre, mindenki sokkal jobban fel volt készülve, és az egész sokkal gazdaságosabb volt mind pénz, mind pedig idő szempontjából.”[5]
- William Holden csak a forgatás előtti napon kapta meg hosszú monológjának szövegét.
- Ned Beatty később viccelődve jegyezte meg, hogy egy színésznek soha nem érdemes lemondania semmilyen munkát: ő például mindössze 1 napig dolgozott a Hálózatban, mégis Oscar-díjra jelölték mint a legjobb férfi mellékszereplő.
- A nagy Ahmet Khant játszó Arthur Burghardt vegetáriánus volt, szerepe szerint azonban az egyik jelenetben Kentucky Fried Chicken szendvicset eszik. A színész nem volt hajlandó enni a húsból, inkább papírzsebkendővel tömte ki a száját, és zsírt kent az ajkaira, hogy az evést imitálja.
- 2005-ben George Clooney bejelentette, hogy kifejezetten a televízió számára remake-et tervez a Hálózatból, ám a projekt 2008-ig nem valósult meg.

## Magyar kritikai visszhang
„Olyan filmtörténet ez, amely helyenként túllépi a valószerűség határát. Paddy Chayefsky olyan forgatókönyvet írt, ahol keveredik a valóság és a bohózat, a realizmus és a fantázia. A filmnek erősen szatirikus vonásai vannak, túlságosan kiélezett, ami rögtön tápot ad a kifogásnak, hogy semmi köze a televízióhoz. Sok szól azonban amellett, hogy a túlzó szemléletessé tétel az egyetlen eszköz annak a kézenfekvő veszélynek az elkerülésére, hogy az amúgy is megfoghatatlant csak megduplázzák. A tévé világa, mint a valóság vélt képe eleve a lehető legnagyobb realizmus hírében áll. Ahol a féligazság a realizmus álarcát ölti, az igazság nem használhat realista formákat. A tévében a közelség vezet félre bennünket, mert a távoli túl közel kerül. A tévéről szóló filmnek tehát ismét el kell távolítania tőlünk ezt a közelit, a látszólag ismerőst el kell idegenítenie.”

(Bokor László: Riadó a képernyőn. Budapest, 1987, Zrínyi Katonai Kiadó, 164. oldal)
„A film, bár szórakoztató tükröt tart az önmagát televízión szemlélő emberiség elé, lényegében egy másik, konzervatívabb és kiegyensúlyozottabb szórakoztatóipari szemlélet nevében bírálja eme új, zabolátlan, minden értéktelenséget bearanyozni képes tömegműfajt. […] »Ahol a féligazság a realizmus álarcát ölti, az igazság nem használhat realista formákat« – írja a filmről egyik lelkes híve, a Frankfurter Allgemeine Zeitung kritikusa. A kijelentés oly bölcs, hogy – megfogalmazója szándékával ellentétben – nyomban a film ellen fordítható. Mert a Hálózat legfőbb hibája, hogy ugyanolyan csökött filmkészítői sablonokkal dolgozik, mint azok, akiket bírál, még ha ezt higgadtabban, nagyobb szaktudással teszi is. Kérdés, persze, filmen megfogalmazható-e egyáltalán az a lidérces pszeudo-valóság, amit a tévés műsorfolyamat egésze sugall.”

(Báron György: Eltévésítés. In: Hollywood és Marienbad. Budapest, 1986, Gondolat Kiadó, 96–97. oldal)

## Szereplők
| Karakter                        | Színész           | Magyar hang (1. változat) | Magyar hang (2. változat) | Magyar hang (3. változat) |
| ------------------------------- | ----------------- | ------------------------- | ------------------------- | ------------------------- |
| Diana Christensen               | Faye Dunaway      | Földi Teri                | Bánsági Ildikó            | Hámori Eszter             |
| Max Schumacher                  | William Holden    | Benkő Gyula               | Fülöp Zsigmond            | Bolla Róbert              |
| Howard Beale                    | Peter Finch       | Bács Ferenc               | Ujréti László             |                           |
| Frank Hackett                   | Robert Duvall     | Pathó István              | Végvári Tamás             | Balázsi Gyula             |
| Nelson Chaney                   | Wesley Addy       | Gelley Kornél             |                           |                           |
| Arthur Jensen                   | Ned Beatty        | Csurka László             | Szombathy Gyula           |                           |
| A nagy Ahmed Kahn               | Arthur Burghardt  | Dózsa László              | Varga Tamás               |                           |
| Laureen Hobbs                   | Marlene Warfield  | Felföldi Anikó            | Borbás Gabi               |                           |
| George Bosch                    | John Carpenter    | Somogyvári Pál            |                           |                           |
| Harry Hunter                    | Jordan Charney    | Gáti Oszkár               |                           |                           |
| Sam Haywood                     | Roy Poole         | Szabó Ottó                |                           |                           |
| Merrill Grant, Haywood ügyvédje | Ken Kercheval     | Dörner György             |                           |                           |
| Joe Donnelly                    | Ed Crowley        | Perlaki István            |                           |                           |
| Walter C. Amundsen              | Jerome Dempsey    | Buss Gyula                |                           |                           |
| Barbara Schlesinger             | Conchata Ferrell  | Pregitzer Fruzsina        |                           |                           |
| Edward George Ruddy             | William Prince    | Szatmári István           |                           |                           |
| Jack Snowden                    | Stanley Grover    | Szalóczy Pál              |                           |                           |
| Caroline Schumacher             | Cindy Grover      |                           |                           |                           |
| Bill Herron                     | Darryl Hickman    | Varga T. József           |                           |                           |
| Arthur Zangwill                 | Mitchell Jason    | Jakab Csaba               |                           |                           |
| Milton K. Steinman              | Gene Gross        | Versényi László           |                           |                           |
| Robert McDonough                | Lane Smith        | Végvári Tamás             |                           |                           |
| TV-rendező                      | Bill Burrows      | Hollósi Frigyes           |                           |                           |
| Mary Ann Gifford                | Kathy Cronkite    |                           |                           |                           |
| Louise Schumacher               | Beatrice Straight |                           |                           |                           |
| Hangmérnök                      | Zane Lasky        | Orosz István              |                           |                           |
| Gyártási asszisztens            | Lynn Klugman      | Martin Márta              |                           |                           |
| Hunter titkárnője               | Lydia Wilen       | Andresz Kati              |                           |                           |
| Herb Thackeray                  | Pirie MacDonald   | Orosz István              |                           |                           |
| Pitofsky                        | Michael Tucker    | Koroknay Géza             |                           |                           |
| Willie Stein                    | Michael Lombard   | Horkai János              |                           |                           |
| Narrátor (hangja)               | Lee Richardson    | Szokolay Ottó             |                           |                           |

## Fontosabb díjak és jelölések
Oscar-díj (1977)
- díj: Peter Finch (legjobb színész)
- díj: Faye Dunaway (legjobb színésznő)
- díj: Beatrice Straight (legjobb női mellékszereplő)
- díj: Paddy Chayefsky (legjobb eredeti forgatókönyv)
- jelölés: Howard Gottfried (legjobb film)
- jelölés: Sidney Lumet (legjobb rendező)
- jelölés: William Holden (legjobb színész)
- jelölés: Ned Beatty (legjobb férfi mellékszereplő)
- jelölés: Owen Roizman (legjobb operatőr)
- jelölés: Alan Heim (legjobb vágás)

Golden Globe-díj (1977)
- díj: Sidney Lumet (legjobb rendező)
- díj: Peter Finch (legjobb színész)
- díj: Faye Dunaway (legjobb színésznő)
- díj: Paddy Chayefsky (legjobb forgatókönyv)
- jelölés: Legjobb filmdráma

BAFTA-díj (1978)
- díj: Peter Finch (legjobb színész)
- jelölés: William Holden (legjobb színész)
- jelölés: Faye Dunaway (legjobb színésznő)
- jelölés: Robert Duvall (legjobb férfi mellékszereplő)
- jelölés: Sidney Lumet (legjobb rendező)
- jelölés: Paddy Chayefsky (legjobb forgatókönyv)
- jelölés: Alan Heim (legjobb vágás)
- jelölés: Jack Fitzstephens, Marc Laub, Sanford Rackow, James Sabat, Dick Vorisek (legjobb hang)
- jelölés: Legjobb film

David di Donatello-díj (1977)
- díj: Faye Dunaway (legjobb külföldi színésznő) (megosztva Annie Girardot-val)

KCFCC-díj (1977)
- díj: Faye Dunaway (legjobb színésznő)

Los Angeles-i Filmkritikusok Díja (1976)
- díj: Legjobb film (megosztva a Rockyval)
- díj: Sidney Lumet (legjobb rendező)
- díj: Paddy Chayefsky (legjobb forgatókönyv)

New York-i Filmkritikusok Díja (1977)
- díj: Paddy Chayefsky (legjobb forgatókönyv)